# Koroshiya Ichi
Koroshiya Ichi (japanisch 殺し屋1) ist eine Manga-Serie von Hideo Yamamoto, die von 1998 bis 2001 in Japan erschienen ist. 2002 erschien eine Anime-Umsetzung als OVA von Studio AIC.

## Inhalt
Der Yakuza-Boss Yoshio Anjo plant den 22-jährigen Ichi als Werkzeug zu benutzen. Nach Anjos Tod macht sich sein Freund Masao Kakihara auf die Suche nach dem Mörder seines Anführers. Kakihara sucht nach Ichi, während Ichi mühelos die verbleibenden Anjo-Familienmitglieder tötet. Dieser Kreislauf aus Töten und Suchen führt die beiden näher zusammen und enthüllt Ichis psychologische Manipulation und Kakiharas Besessenheit von Schmerz und Folter. Als sich die beiden endlich treffen, werden sie mit ihren tiefsten und unterdrücktesten Wünschen konfrontiert, was zu Ichis Genesung und Kakiharas Tod führt.

## Veröffentlichung
Der Manga erschien 1998 bis 2001 im Magazin Young Sunday bei Shogakukan. Der Verlag brachte die Kapitel auch gesammelt in bisher 10 Bänden heraus. Eine französische Ausgabe wurde von Editions Tonkam herausgegeben, eine spanische von ECC Ediciones und eine italienische von Planet Manga.

## Verfilmungen
Im Jahr 2001 kam zunächst eine Umsetzung des Mangas als Film in die japanischen Kinos. Als Ichi the Killer kam der Film auch in Deutschland heraus.
Das AIC produzierte eine Vorgeschichte zum Manga, die 2002 als Original Video Animation erschien. Regie führte Shinji Ishihara. Das Drehbuch schrieb Sakichi Sato. Die Musik komponierte Yui Takase. Die OVA erschien am 27. September 2002 in Japan auf VHS und DVD. Eine amerikanische Veröffentlichung fand am 21. September 2004 statt.

### Synchronisation
| Rolle                   | japanischer Sprecher (Seiyū) |
| ----------------------- | ---------------------------- |
| Hajime Shiroishi / Ichi | Chihiro Suzuki               |
| Midori                  | Sayaka Ohara                 |
| Jijii                   | Shinpachi Tsuji              |
| Kakihara                | Takashi Miike                |
| Nobuo                   | Atsushi Imaruoka             |
| Jiro                    | Ema Kogure                   |